# 加特莫
加特莫（法語：Gathemo，法語發音：[ɡatmo]）是法国芒什省的一个市镇，属于阿夫朗什区。

## 地理
加特莫（48°45'55"N, 0°58'33"W）面积10.41 平方千米，位于法国诺曼底大区芒什省，该省份为法国西北部沿海省份，西、北、东北三面环大西洋，东起顺时针与卡爾瓦多斯省、奧恩省、马耶讷省和伊勒-维莱讷省接壤。
与加特莫接壤的市镇（或旧市镇、城区）包括：博菲塞勒、佩里耶昂博菲塞勒、圣米歇尔德蒙茹瓦、维尔诺曼底、努德谢讷、苏尔德瓦勒。

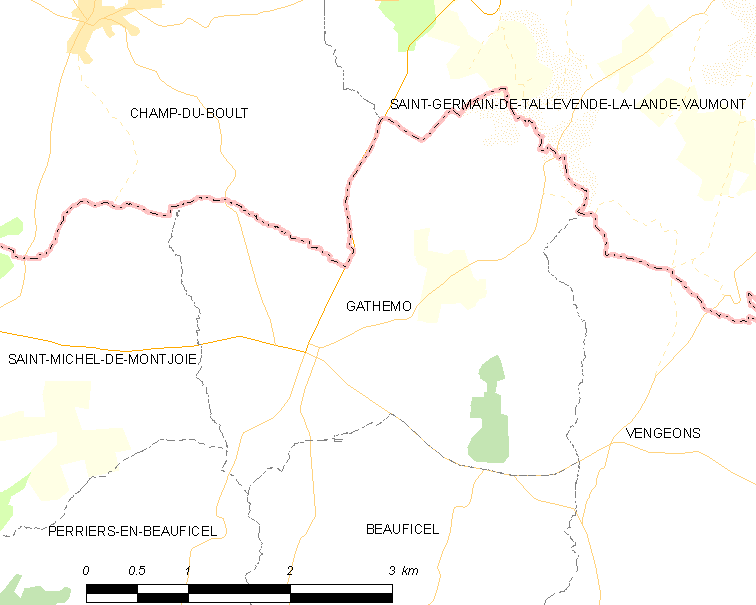
加特莫的OSM定位图

加特莫的时区为UTC+01:00、UTC+02:00（夏令时）。

## 行政
加特莫的邮政编码为50150，INSEE市镇编码为50195。

## 政治
加特莫所属的省级选区为勒莫尔泰奈县。

## 人口

1962-2008年间加特莫人口变化图示

加特莫于2022年1月1日时的人口数量为268人。